# Magnosaurus nethercombensis
Il magnosauro (Magnosaurus nethercombensis) è un dinosauro carnivoro vissuto nel Giurassico medio (Aaleniano - Bajociano, circa 175 milioni di anni fa) in Inghilterra.

## Un "piccolo" megalosauro?
Di taglia medio - grande (lunghezza circa cinque metri, peso sui 300 chilogrammi), questo predatore europeo è poco noto, come molti suoi simili. Tuttavia, i resti permettono di stabilire che il magnosauro era un carnivoro bipede molto simile al famoso Megalosaurus ma dotato di una corporatura più leggera e di dimensioni molto minori. La testa doveva essere grande e armata di lunghi denti ricurvi, mentre le zampe posteriori erano allungate e robuste.

## Una classificazione complicata
I resti fossili attribuiti a questa specie sono molto scarsi e frammentari, cionondimeno il grande paleontologo tedesco Fredrich von Huene, nel 1926, basò su questi ritrovamenti la specie Megalosaurus nethercombensis. Pochi anni dopo, nel 1932, lo stesso Huene riconobbe che le ossa della nuova specie erano decisamente più snelle di quelle normalmente attribuite a Megalosaurus, e coniò un nuovo genere, Magnosaurus. Fino ad oggi, però, il magnosauro è stato spesso considerato niente più che una specie, per giunta di dubbia identità, del megalosauro, anche se sono molti i paleontologi che ritengono i due generi ben separati tra di loro. Anzi, con la scoperta e la classificazione di Eustreptospondylus, in tempi recenti il magnosauro è stato considerato un eustreptospondilide e, a volte, addirittura congenerico con il genere tipo della famiglia. In questo caso, le regole di nomenclatura farebbero scadere Eustreptospondylus a sinonimo in disuso di Magnosaurus. Il magnosauro, in ogni caso, è uno dei pochi dinosauri provenienti da terreni dell'Aaleniano. Curiosamente, dallo stesso piano, sempre in Inghilterra, proviene anche un teschio parziale attribuito a una specie di Megalosaurus, M. hesperis. Le due forme, però, sono molto differenti in quanto a dimensioni e corporatura.